# CONELRAD

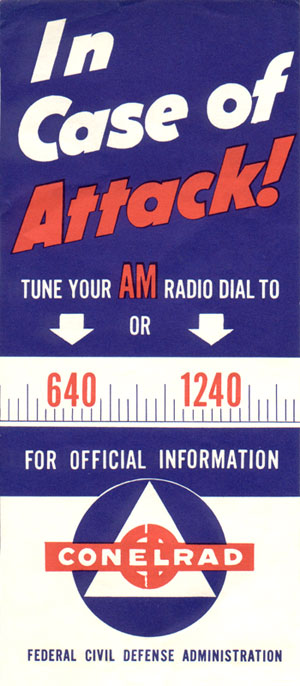
Voorlichtingsposter voor CONELRAD: "Bij een aanval: stem uw AM-radio af op 640 of 1240 voor informatie van de overheid"

CONELRAD (een acroniem voor control of electromagnetic radiation - 'beheersing van elektromagnetische straling') was een Amerikaans systeem om de bevolking via de AM-radio (middengolf) te waarschuwen bij een op handen zijnde nucleaire aanval en om informatie te verstrekken na een dergelijke aanval, als onderdeel van de burgerbescherming (civil defense). Het systeem was in gebruik van 1951 tot 1963. Aangezien er nooit een luchtaanval van de Sovjet-Unie op de Verenigde Staten is geweest, is het systeem alleen bij tests en oefeningen gebruikt.
In geval van een op handen zijnde kernaanval door de Sovjet-Unie zouden alle normale FM-radiozenders en alle televisiezenders, alsmede de meeste AM-radiozenders, ophouden met uitzenden. Alleen bepaalde AM-radiostations zouden waarschuwingen en informatie voor de bevolking uitzenden op de frequenties 640 kHz en 1240 kHz. Daarbij zou dan elke paar minuten gewisseld worden tussen de zendstations zodat Russische bommenwerpers hun positie niet zouden kunnen bepalen door civiele radiozenders uit te peilen.
Noodberichten werden door het hoofdkwartier van de Amerikaanse luchtverdediging via een afzonderlijke telefoonlijn doorgegeven aan bepaalde radiostations (de zogeheten key stations) die dan andere stations zouden waarschuwen door een specifieke reeks van in- en uitschakelen van het station en het uitzenden van een toon van 960 Hz gedurende vijftien seconden. Die andere zendstations waren daarom verplicht een van de key stations continu uit te luisteren zolang zij zelf zonden. Als het waarschuwingssysteem in werking trad zonden die niet-deelnemende stations eerst een korte boodschap uit waarin luisteraars werd opgeroepen naar een van de CONELRAD-zenders te luisteren, waarna ze direct uit de lucht gingen en alleen de CONELRAD-stations nog bleven uitzenden. Het gebruik van meerdere stations op dezelfde frequentie leidde overigens bij tests en oefeningen niet zelden tot slechte verstaanbaarheid. 
Vanaf 1953 waren fabrikanten van radio's in de VS wettelijk verplicht speciale markeringen aan te brengen op de afstemschaal van de radio's. Vanaf 1957 werden ook radio-amateurs verplicht hun installatie uit te schakelen wanneer de grote radiostations uit de lucht gingen. Enkele fabrikanten verkochten toen ook apparatuur voor radioamateurs die automatisch de zender kon uitschakelen als een specifiek commercieel station ook uit de lucht ging.
In 1963 werd het systeem opgeheven: tegen die tijd had de Sovjet-Unie ook intercontinentale raketten ontwikkeld, en werd een aanval met bommenwerpers, waar CONELRAD voor was ontworpen, niet meer waarschijnlijk geacht. In plaats van CONELRAD kwam het Emergency Alert System, dat tot 1996 in gebruik bleef.

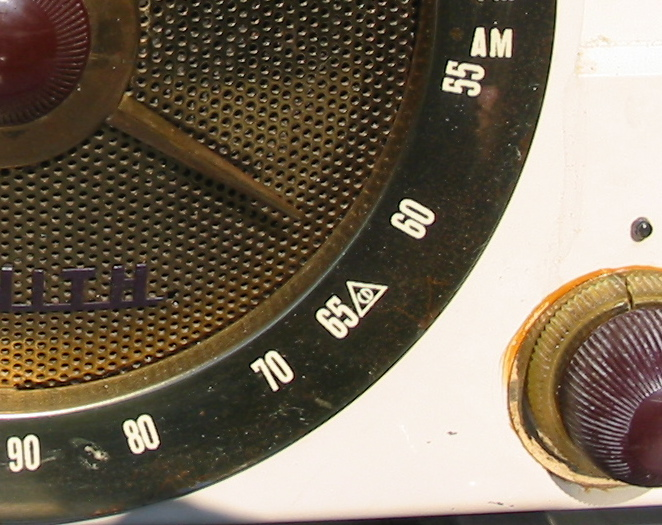
Transistorradio met een van de twee verplichte Civil Defense-markeringen op het afstemwiel.
Het logo van CONELRAD, dat ook het driehoekige logo van de Amerikaanse burgerbescherming (Civil Defense) bevatte.